# Ла (бирманская буква)

33 буквы бирманского письма

Ла — 28-я буква бирманского алфавита, в системе акшара-санкхья для слов на пали соответствует цифре 3 (три), по бирманским астрологическим традициям относится к Боудэхунан и в мнемонических приёмах запоминания чисел слоги с буквой Ла кодируют цифру 4 (четыре).

## В грамматике
- Ла — амейконписи, вопросительная частица.
- Ле — амейконписи, вопросительная частица с вопросами, содержащими местоимение «ба» и «бе».
- Ло — амейконписи, устаревшая вопросительная частица.
- Лоу (лёу) — упамаписи, сравнительная частица в разговорной речи.

## Бжитвэ
| Инициаль | Транскрипция | Салоупау      | Пример                |
| -------- | ------------ | ------------- | --------------------- |
|          | Ла           | Ла            | Ла - месяц            |
|          | Льа и Йа     | Лаяпин        | Линмьянхму - скорость |
|          | Лва          | Лауасхвэ      | Лвээй - сумка         |
|          | Хла          | Лахатхо       | Хлей - лодка          |
|          | Ша и Хлья    | Лаяпинхатхо   | Ша - язык             |
|          | Хлва         | Лауасхвэхатхо | Хлва - пила           |